# We wish you a merry Christmas (BZN)
We wish you a merry Christmas is het eerste kerstalbum van BZN. Het werd eerst op de toen nog gebruikelijke lp en cassette uitgebracht, later ook op cd. Dit album stond 7 weken in de hitlijsten van 1981 en 1982. Het hoogste resultaat dat werd gehaald was een vierde plek in de Elpee Top 50. We wish you a merry Christmas overtrof alle verwachtingen: het werd net geen 3 maal platina, wat betekent dat er bijna 300.000 van verkocht zijn.

## Tracklist
Kant A
1. We wish you a merry Christmas (trad./Adapted by Th. Tol/C. Tol/J. Tuijp/J. Veerman/A. Schilder/J. Keizer/P. Natte)
2. Silent night, holy night (Stille Nacht) (F.X. Gruber/J. Mohr/Adapted by Th. Tol/C. Tol/J. Tuijp/J. Veerman/A. Schilder/J. Keizer/P. Natte)
3. To Perigiali (Theodorakis/Seferis)
4. Jingle bells (trad./Adapted by Th. Tol/C. Tol/J. Tuijp/J. Veerman/A. Schilder/J. Keizer/P. Natte)
5. Sleep my little angel (Th. Tol/C. Tol/J. Tuijp/J. Veerman/A. Schilder/J. Keizer/P. Natte)
6. Little drummer boy (Davis/Onorati/Simeone)
Kant B
7. Mary's boy child (Jester Hairston)
8. Sheila (Th. Tol/C. Tol/J. Tuijp/J. Veerman/A. Schilder/J. Keizer/P. Natte)
9. The sleighing song (Th. Tol/C. Tol/J. Tuijp/J. Veerman/A. Schilder/J. Keizer/P. Natte)
10. White Christmas (Irving Berlin)
11. A Noël tu m'entends (I pikra simera) (Hadjidakis/Gatsos/J. Keizer)